# Olivier de Clippele
Olivier de Clippele (Ukkel, 13 april 1959) is een Belgisch politicus en voormalig senator.

## Levensloop
De Clippele, getrouwd, twee kinderen, is licentiaat in de rechten aan de Katholieke Universiteit Leuven en licentiaat notariaat aan de VUB. Hij is reserveofficier bij de Ardeense Jagers. Hij werd beroepshalve notaris, een beroep dat hij sinds 1990 uitoefent.
In Elsene werd hij in 1994 verkozen tot gemeenteraadslid voor de christendemocratische PSC. In 1998 stapte hij over naar de liberale PRL en trad hij terug als gemeenteraadslid. In 2000 werd hij opnieuw verkozen in deze functie en in 2006 werd hij schepen voor Financiën. Begin 2012 werden hem in de aanloop naar de gemeenteraadsverkiezingen zijn bevoegdheden ontnomen wegens een conflict betreffende de uitvoering van het meerjarig investeringsplan met de hergroepering van de gemeentediensten in een nieuw gemeentehuis. Bij de verkiezingen van oktober 2012 organiseerde hij een dissidente lijst, in kartel met het FDF, al bleef De Clippele wel lid van de MR. In april 2013 keerde hij terug naar de lokale afdeling van de MR. Hij bleef gemeenteraadslid van Elsene tot in oktober 2017, toen hij naar Brussel verhuisde. Hij kwam er in oktober 2018 op bij de gemeenteraadsverkiezingen, maar werd niet verkozen. In januari 2019 werd hij alsnog gemeenteraadslid van Brussel. In november 2020 nam hij om beroepsredenen ontslag uit deze functie.
In juni 1999 werd hij verkozen in het Brussels Hoofdstedelijk Parlement, waar hij tot in mei 2019 bleef zetelen. Van 1999 tot 2004 en van 2005 tot 2014 was De Clippele lid van de commissie Financiën, Begroting, Externe Betrekkingen, Openbaar Ambt en Algemene Zaken en van 2004 tot 2009 zetelde hij in de commissie Huisvesting en Stadsvernieuwing, waarvan hij van 2009 tot 2014 voorzitter was. In de legislatuur 2014-2019 had hij zitting in de commissies Financiën en Algemene Zaken en Huisvesting.
De Clippele was van 1999 tot 2009 tevens lid van het Parlement van de Franse Gemeenschap, waar hij van 1999 tot 2000 deel uitmaakte van de commissie Gezondheid, Sociale Zaken, Sport en Jeugdhulp en van 2000 tot 2004 lid en van 2004 tot 2007 vicevoorzitter was van de commissie Financiën, Begroting, Algemene Zaken en Sport. Tijdens de periode 1999-2003 was hij gemeenschapssenator in de Senaat, waar hij eerst tot 2001 zitting had in de commissie Binnenlandse Zaken en van 2001 tot 2003 deel uitmaakte van de commissie Financiën en Economische Aangelegenheden. Hij was de auteur van twee wetten die de fiscale regels hebben versoepeld. Bovendien was hij verslaggever van tachtig ontwerpen met betrekking tot de fiscale hervorming. Bij de verkiezingen van mei 2019 was De Clippele kandidaat voor de Kamer van volksvertegenwoordigers, maar hij raakte niet verkozen.
De Clippele is ridder van de Orde van Malta en van de Ridderorde van het Heilig Graf van Jeruzalem.
Hij werd verder van 1990 tot 1999 voorzitter van het Nationaal Syndicaat van eigenaars, stichtend lid van de Groep Coudenberg en van B Plus, coördinator van de petitie 'Successierechten', voorzitter van de kerkfabriek van de Sint-Bonifaciuskerk in Elsene, actief lid van het sociaal netwerk van de Marollen, organisator van twee colloquia over de eenzaamheid en bestuurder van een centrum voor sociale reclassering door werk.